# 131
| 131                |
| ------------------ |
| Dødsfald - Fødsler |
|                    |

| Gregoriansk kalender | 131 CXXXI               |
| Ab urbe condita      | 884                     |
| Armensk kalender     | I/T                     |
| Kinesiske kalender   | 2827 – 2828 庚午 – 辛未 |
| Etiopisk kalender    | 123 – 124               |
| Jødisk kalender      | 3891 – 3892             |
| Hindukalendere       |                         |
| - Vikram Samvat      | 186 – 187               |
| - Shaka Samvat       | 53 – 54                 |
| - Kali Yuga          | 3232 – 3233             |
| Iransk kalender      | 491 BP – 490 BP         |
| Islamisk kalender    | 506 BH – 505 BH         |

Se også 131 (tal)